# Baixas
Baixas is een gemeente in het Franse departement Pyrénées-Orientales (regio Occitanie) en telde op 1 januari 2022 2.784 inwoners, die Baixanencs worden genoemd. De plaats maakt deel uit van het arrondissement Perpignan.

## Geografie
De oppervlakte van Baixas bedroeg op 1 januari 2022 18,91 vierkante kilometer; de bevolkingsdichtheid was toen 147,2 inwoners per km².

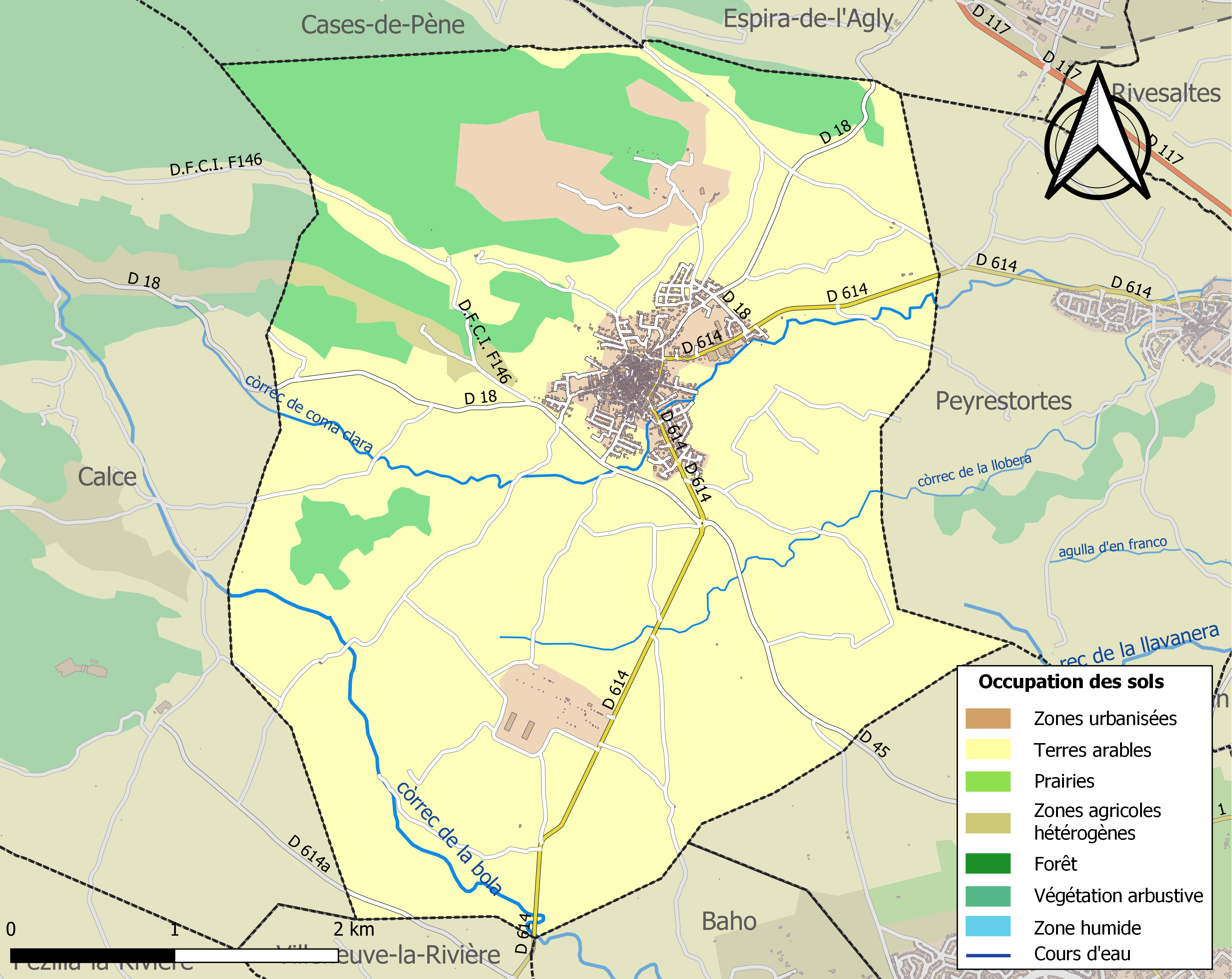
Kaart van de gemeente met de belangrijkste infrastructuur, bodemgebruik en omliggende gemeenten

## Politiek

### Lijst van burgemeesters
| Naam burgemeester | Ambtsperiode |
| ----------------- | ------------ |
|                   |              |
| Vaquer            | ?-06.1815    |
| Honoré Tarrieux   | 06.1815-?    |
|                   |              |
| Désiré Bobo       | 1896-1904    |
| Henri Thomas      | 1904-1919    |
| Jules Bonzoms     | 1919-1925    |
| Jacques Frigola   | 1925-1944    |
| Robert Cantier    | 1944-1947    |
| Georges Bobo      | 1947-1959    |
| Servais Bobo      | 1959-1971    |
| Robert Frigola    | 1971-1995    |
| Roger Torreilles  | 1995-2001    |
| Gilles Foxonet    | 2001-        |

## Demografie
Onderstaande figuur toont het verloop van het inwonertal (bron: INSEE-tellingen).